# Invisible Ritual
Invisible Ritual ist ein Musikalbum von Jennifer Curtis & Tyshawn Sorey. Die 2018 im Haus des Tonmeisters Randy Ezratty entstandenen Aufnahmen erschienen am 24. Januar 2020 auf Tundra/New Focus, dem Label des International Contemporary Ensembles.

## Hintergrund
„Invisible Ritual“ ist eine Reihe frei improvisierter Duette der Komponistin und Violinistin Jennifer „Jen“ Curtis und des Komponisten und Schlagzeugers Tyshawn Sorey. Zweimal während der Session wechselte Sorey zum Klavier (eine seiner Seiten als Multiinstrumentalist, die auf seinen sonstigen Aufnahmen nicht so stark zur Geltung komme), notierte Seth Colter Walls.

## Titelliste
- Jen Curtis & Tyshawn Sorey: Invisible Ritual (Tundra/New Focus TUN014)[2]

1. I. 5:12
2. II. 8:28
3. III. 12:44
4. IV. 12:40
5. V. 10:45
6. VI. 10:24
7. VII. 5:16
8. VIII. 11:08

## Rezeption
Die Violine wird im Jazz und verwandten Musikrichtungen seit den Anfängen des Genres eingesetzt, schrieb Dave Cantor im Down Beat. 2019 hätten jedoch einige streicherzentrierte Veröffentlichungen mit Jenny Scheinman sowie „Wonderment“ – eine gemeinsame Aufnahme von Geiger Zach Brock, Bassist Matt Ulery und Schlagzeuger Jon Deitemyer – lebendige zeitgenössische Kontexte für das Instrument aufgezeigt, die auf die anhaltende Vitalität der Violine im Jazz hinweisen. Die Geigerin Jen Curtis und Schlagzeuger Tyshawn Sorey würden auf „Invisible Ritual“ stark zum Experimentellen tendieren, wobei Sorey in ausgewählten Momenten zum Klavier wechsle. Inmitten der experimentellen Begeisterung, die den Großteil der Aufnahme ausmacht, swinge das Duo auf „IV“, einem Stück mit Curtis‘ Doppelgriffen und Sorey, der sich unbeschreiblich durch turbulente Abschnitte zu nuancierter, ätherischer Schönheit bewege. Hier würde Curtis folkloristisches Können beweisen und spindeldürre Melodielinien entwerfen, die die Geschichte des Instruments in den Mittelpunkt rücken.
Es wäre ein Fehler, Werke Soreys wie diese einfach nur als Nebenprodukte zu betrachten, schrieb Seth Colter Walls (Pitchfork Media). Nach einer Nebenprodukte zu betrachten. Im letzten Herbst erschien eine inspirierte Konzertaufnahme mit der erfahrenen Pianistin Marilyn Crispell gebe es ein weiteres Juwel von der Zusammenarbeit Soreys mit der Geigerin und Komponistin Jennifer Curtis zusammen, einer Musikerin des International Contemporary Ensemble, einer Elitegruppe der Neuen Klassik. Auch wenn dieses Album vollständig improvisierte Darbietungen dokumentiert, wirke nichts dabei oberflächlich. Curtis’ Bandbreite als Solistin sei eine Offenbarung. Sie erweise sich als aufmerksame Zuhörerin und Co-Leiterin, während sie gemeinsam mit Sorey ein 76-minütiges Programm voller erzählerischer Dramatik kreiere. Dieses Album mag sich nicht gerade als wichtig erweisen; es würden einige der oberflächlichen, äußeren Anzeichen von Ambition fehlen, die dem Publikum helfen könnten, die Ernsthaftigkeit eines Werkes zu erkennen.
Invisible Ritual würde eine kreative Begegnung von Geigenmusik und improvisatorischer Avantgarde darstellen, schrieb Daniel Barbiero (Avant Music News). Obwohl Curtis und Sorey aus unterschiedlichen Traditionen stammen, fänden sie sich in deren weitreichender Überschneidung mühelos ein. Wie diese acht Stücke zeigen, ist eine der grundlegenden Gemeinsamkeiten von Geigenmusik und Avantgarde Jazz ihre treibende Energie. Curtis’ zügiges Bogenspiel treibt sie in die spannungsgeladene, expressionistische Welt des Rhythmus in rasanter Vorwärtsbewegung, wo Sorey ihr mit einem Spritzer farbenfroher Beckenarbeit begegnet. Curtis setzt kunstvoll wiederkehrende Motive, regelmäßige Phrasierung und harmonische Anker auf den leeren Saiten ein, um ihrem Werk eine strukturelle Grundlage zu geben, die Sorey mit einem Unterbau aus freiem, aber dennoch festem Puls ergänze.